# Didemnum lissoclinum
Didemnum lissoclinum är en sjöpungsart som beskrevs av Kott 200. Didemnum lissoclinum ingår i släktet Didemnum och familjen Didemnidae. Inga underarter finns listade i Catalogue of Life.